# Javier Pastore
Javier Matías Pastore (n. 20 iunie 1989) este un fotbalist argentinian care evoluează în Serie A la clubul Roma și la echipa națională de fotbal a Argentinei.
El și-a început cariera la Talleres, apoi a jucat un timp la Huracán, ambele din Argentina. În 2009 s-a transferat în Serie A la echipa Palermo contra sumei de 4,7 milioane €. În 2011, clubul Paris Saint-Germain din Ligue 1 a plătit pentru achiziția sa 39,8 milioane €.

## Palmares
Paris Saint-Germain
- Ligue 1 (5): 2012–13, 2013–14, 2014–15, 2015–16, 2017–18
- Trophée des Champions (4): 2013, 2014, 2016, 2017
- Coupe de la Ligue (5): 2013–14, 2014–15, 2015–16, 2016–17, 2017–18
- Coupe de France (2): 2016–17, 2017–18

### Individual
- Serie A Young Footballer of the Year (1): 2010

## Statistici carieră
La 23 November 2013..
| Club                | Sezon   | Campionat | Campionat | Campionat | Cupă    | Cupă   | Cupă     | Europa  | Europa | Europa   | Total   | Total  | Total    |
| Club                | Sezon   | Meciuri   | Goluri    | Asisturi  | Meciuri | Goluri | Asisturi | Meciuri | Goluri | Asisturi | Meciuri | Goluri | Asisturi |
| ------------------- | ------- | --------- | --------- | --------- | ------- | ------ | -------- | ------- | ------ | -------- | ------- | ------ | -------- |
| Huracán             | 2008–09 | 1         | 0         | 0         | 0       | 0      | 0        | 0       | 0      | 0        | 1       | 0      | 0        |
| Huracán             | 2008–09 | 30        | 8         | 4         | 0       | 0      | 0        | 0       | 0      | 0        | 30      | 8      | 4        |
| Huracán             | Total   | 31        | 8         | 4         | 0       | 0      | 0        | 0       | 0      | 0        | 31      | 8      | 4        |
| Palermo             | 2009–10 | 34        | 3         | 5         | 1       | 0      | 0        | 0       | 0      | 0        | 35      | 3      | 5        |
| Palermo             | 2010–11 | 35        | 11        | 5         | 3       | 2      | 1        | 6       | 1      | 1        | 44      | 14     | 7        |
| Palermo             | Total   | 69        | 14        | 10        | 4       | 2      | 1        | 6       | 1      | 1        | 79      | 17     | 12       |
| Paris Saint-Germain | 2011–12 | 33        | 13        | 6         | 3       | 1      | 0        | 7       | 2      | 2        | 43      | 16     | 8        |
| Paris Saint-Germain | 2012–13 | 33        | 4         | 6         | 4       | 1      | 0        | 10      | 3      | 2        | 47      | 8      | 8        |
| Paris Saint-Germain | 2013–14 | 12        | 0         | 0         | 3       | 0      | 0        | 2       | 0      | 0        | 17      | 0      | 0        |
| Paris Saint-Germain | 2014–15 | 34        | 5         | 12        | 6       | 1      | 0        | 10      | 0      | 1        | 50      | 6      | 13       |
| Paris Saint-Germain | 2015–16 | 16        | 2         | 6         | 4       | 1      | 0        | 6       | 0      | 0        | 26      | 3      | 6        |
| Paris Saint-Germain | 2016–17 | 15        | 0         | 5         | 6       | 3      | 4        | 2       | 0      | 0        | 23      | 3      | 9        |
| Paris Saint-Germain | 2017–18 | 23        | 4         | 6         | 8       | 1      | 0        | 3       | 0      | 0        | 34      | 5      | 6        |
| Paris Saint-Germain | Total   | 184       | 29        | 48        | 37      | 10     | 6        | 44      | 6      | 5        | 265     | 45     | 59       |
| Roma                | 2018–19 | 2         | 1         | 0         | 0       | 0      | 0        | 0       | 0      | 0        | 2       | 1      | 0        |
| Total               | Total   | 286       | 52        | 62        | 41      | 12     | 7        | 50      | 7      | 6        | 377     | 71     | 75       |

### Goluri internaționale
| #  | Data              | Stadion                                            | Oponent   | Scor | Rezultat | Competiția        |
| -- | ----------------- | -------------------------------------------------- | --------- | ---- | -------- | ----------------- |
| –  | 22 decembrie 2009 | Camp Nou, Barcelona, Spania                        | Catalonia | 1–2  | 2–4      | Amical neoficial  |
| 1. | 31 martie 2015    | MetLife Stadium, East Rutherford, Statele Unite    | Ecuador   | 2–1  | 2–1      | Amical            |
| 2. | 30 June 2015      | Estadio Municipal de Concepción, Concepción, Chile | Paraguay  | 2–0  | 6–1      | Copa América 2015 |